# Johann Friedrich Christian Gerlach

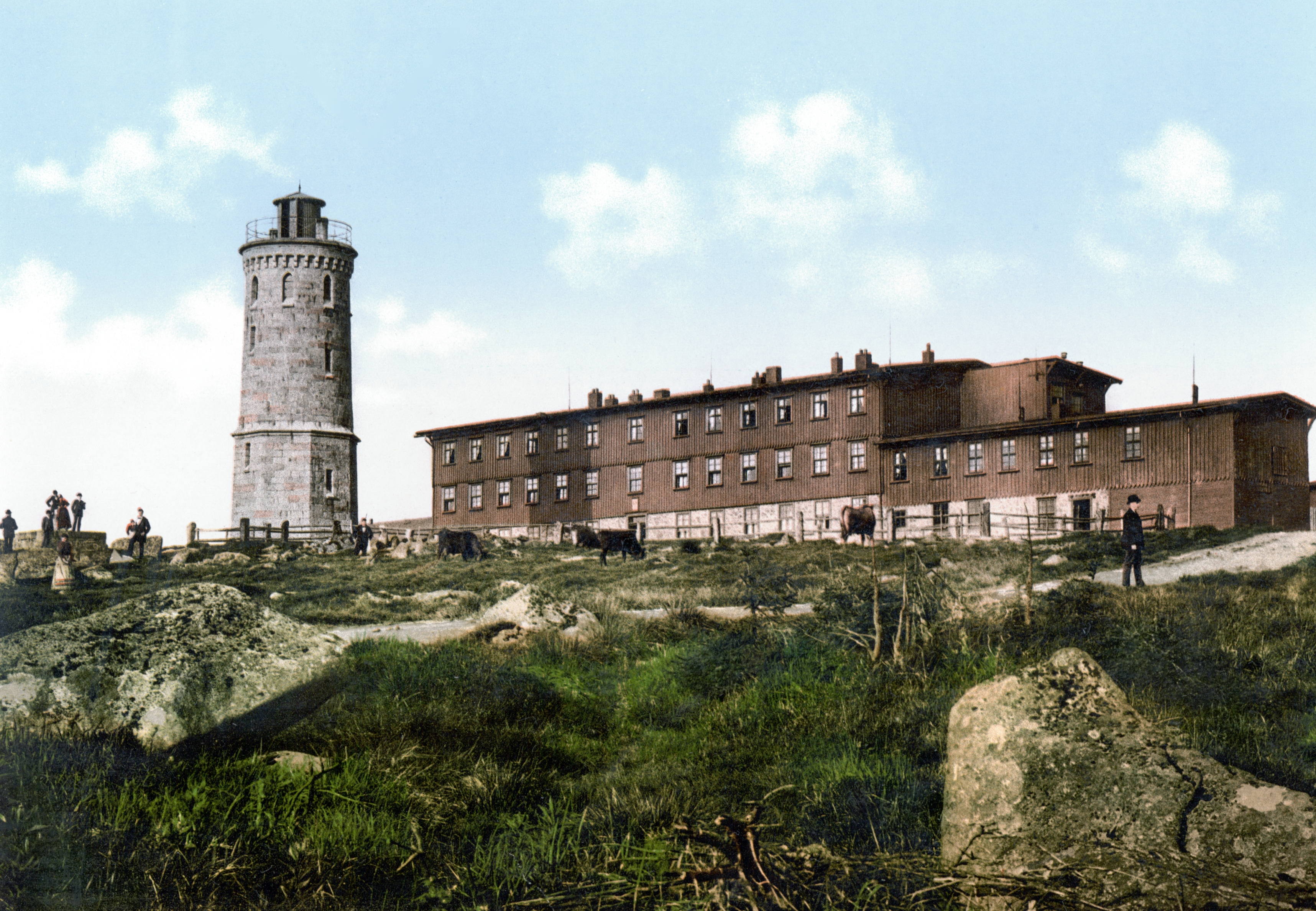
Wirkungsstätte Gerlachs: das Brockenhaus (um 1900)

Johann Friedrich Christian Gerlach (* 19. Mai 1763 in Wernigerode; † 8. Januar 1834 ebenda) war ein deutscher Gastwirt.

## Leben
Christian Gerlach wurde unehelich in Wernigerode geboren. Er erhielt eine Anstellung als Stubenheizer auf dem Schloss Wernigerode, in dessen Schlosskirche St. Pantaleon er 1797 Marie Elisabeth Stagge heiratete.
Ab 1. Oktober 1800 bewohnte er mit seiner Familie das neu errichtete Brockenhaus im Harz. Ab 1. Januar 1801 betrieb er für die folgenden 33 Jahre die Gastwirtschaft auf dem Brocken. Er hatte die Wirtschaft von Graf Christian Friedrich zu Stolberg-Wernigerode und danach von dessen Sohn Graf Henrich zu Stolberg-Wernigerode gepachtet und war der erste Wirt in der Geschichte des höchsten Berges Norddeutschlands.
Zu den zahlreichen hochrangigen Gästen, die er auf dem Brocken persönlich begrüßen konnte, zählten u. a. König Friedrich Wilhelm III. von Preußen und Königin Louise, Jérôme Bonaparte, Joseph von Eichendorff, Friedrich Schleiermacher, Caspar David Friedrich, Carl Friedrich Gauß und Heinrich Heine. Letzterer nahm Gerlach auch in sein Werk Die Harzreise auf.
Die Namen der Gäste, die sich in den auf dem Brocken von Gerlach ausgelegten Gästebüchern eingetragen haben, wurden ab 20. März 1810 in der Wernigeröder Zeitung und Intelligenzblatt veröffentlicht. Später erschienen sie als Brockenstammbücher in Druck.
1825 war die Zahl der Gäste so angestiegen, dass Gerlach berichtete, an manchen Tagen übernachteten über hundert Menschen im Brockenhaus und der Platz reiche nicht aus.
Da er 1833 einen Verweis von der gräflichen Kammer aufgrund zunehmender Klagen über seine Wirtschaftsführung erhalten hatte und wegen größerer gesundheitlicher Probleme begab er sich im Spätherbst 1833 nach Wernigerode, wo er auf eine Heilung hoffte. Hier starb er an einer Geschwulst, er hinterließ seine Witwe und zwei majorenne Kinder.
| Personendaten    | Personendaten                                             |
| ---------------- | --------------------------------------------------------- |
| NAME             | Gerlach, Johann Friedrich Christian                       |
| KURZBESCHREIBUNG | deutscher Gastwirt                                        |
| GEBURTSDATUM     | 19. Mai 1763                                              |
| GEBURTSORT       | Wernigerode, Königreich Preußen, Heiliges Römisches Reich |
| STERBEDATUM      | 8. Januar 1834                                            |
| STERBEORT        | Wernigerode, Provinz Sachsen, Königreich Preußen          |